# Кірзя
Кірзя́ (рос. Кирзя, башк. Кирҙә) — село (у минулому селище) у складі Караідельського району Башкортостану, Росія. Адміністративний центр Кірзинської сільської ради.
Населення — 459 осіб (2010; 533 у 2002).
Національний склад:
- татари — 47 %
- башкири — 31 %